# Ghorabandha
Ghorabandha è una suddivisione dell'India, classificata come census town, di 14.751 abitanti, situata nel distretto del Singhbhum Orientale, nello stato federato del Jharkhand. In base al numero di abitanti la città rientra nella classe IV (da 10.000 a 19.999 persone).

## Geografia fisica
La città è situata a 22° 01' 39 N e 85° 51' 46 E.

## Società

### Evoluzione demografica
Al censimento del 2001 la popolazione di Ghorabandha assommava a 14.751 persone, delle quali 7.718 maschi e 7.033 femmine. I bambini di età inferiore o uguale ai sei anni assommavano a 1.851, dei quali 949 maschi e 902 femmine. Infine, coloro che erano in grado di saper almeno leggere e scrivere erano 11.109, dei quali 6.247 maschi e 4.862 femmine.